# فرنسيس وايت
فرنسيس وايت (10 يوليو 1882 في الهند - 5 مايو 1971 في المملكة المتحدة) (بالإنجليزية: Francis Wyatt)‏ هو مهندس ولاعب كريكت بريطاني وبريطاني (وحمل سابقاً جنسية المملكة المتحدة لبريطانيا العظمى وأيرلندا). لعب مع نادي مقاطعة هامبشاير للكريكت ‏ وFree State (cricket team) ‏.

## وصلات خارجية
- فرنسيس وايت على موقع إي آس بي آن كريك إنفو (الإنجليزية)